# بوسي نيلسون
بوسي نيلسون (بالسويدية: Bo Nilsson)‏ هو مدرب كرة قدم ولاعب كرة قدم سويدي، ولد في 18 أغسطس 1944 في Tjörnarp ‏ في السويد. لعب مع نادي يورغوردينس.